# سیارک ۱۰۸۲۹
سیارک ۱۰۸۲۹ (به انگلیسی: 10829 Matsuobasho، نامگذاری:1993UU)۱۰۸۲۹مین سیارک کشف شده‌است که در ۲۲ اکتبر ۱۹۹۳ کشف شد.